# أليكس وليامز (لاعب كرة قدم)
أليكس وليامز (بالإنجليزية: Alex Williams)‏ (و. 1983  م) هو لاعب كرة قدم، من المملكة المتحدة، ولد في غلاسكو، يلعب كمهاجم.

## روابط خارجية
- أليكس وليامز على موقع قاعدة بيانات كرة القدم.إي يو (الإنجليزية)
- أليكس وليامز على موقع Soccerbase.com (لاعب) (الإنجليزية)